# その男、副署長
『その男、副署長』（そのおとこ、ふくしょちょう）は、2007年から2009年までテレビ朝日系「木曜ミステリー」枠（木曜日 20:00 - 20:54）で放送された日本の刑事ドラマシリーズ。主演は船越英一郎。
船越が連続ドラマでは初めて主演を務めている。
本項での「S」はseasonを表す。

## 概要
京都府河原町警察署の副署長・池永清美が本来内勤管理職である副署長でありながら周囲の監視を巧みにかわし、足で稼ぐ捜査と人情で事件を解決していく刑事ドラマである。刑事ドラマでは珍しく、死人の少ないストーリーが展開される。キャッチコピーは「全編が“解決篇"」。「2時間サスペンスの帝王」の異名を持つ船越英一郎の連ドラ初主演とあって放送前はいくぶん話題になり、本放送の視聴率も安定。S1第7話では16.4%（関東地区）を記録している。
S2までは『その男、副署長〜京都河原町署事件ファイル〜』（そのおとこ、ふくしょちょう - きょうとかわらまちしょじけんファイル）として放送し、S3からタイトルから副題がなくなり『その男、副署長』だけとなった。
ドラマの舞台となる「河原町警察署」は下京警察署がモデルとされている。
船越は日本テレビ系『ぐるぐるナインティナイン』のコーナー『グルメチキンレース・ゴチになります!』にレギュラー出演していたが、2009年4月に同番組が木曜20時台へ移動した際、「この番組に専念する」という理由から出演を休止。それからは久しく出演がなかったが、同年の最終戦に出演した他、翌2010年はナインティナインの岡村隆史が病気療養中だったときに岡村の代理として2回出演している。

## 登場人物

### 京都府河原町警察署

#### 主要人物
池永清美（いけなが きよみ）
演 - 船越英一郎
副署長。階級は警視。
刑事から出世したため、毎日1200件もの書類決裁に追われ、気になる事件が起きても捜査に関わることもできない副署長の立場にストレスが溜まっている。
あまりにも捜査の方向が自分の見立てた真実と異なる方向に進んでしまった場合には（大概は拳を決裁印ごと机に叩きつけて）「おれの我慢もここまでだ!」と言うや否や制服を脱ぎ捨て、周囲の監視を巧みにかわし独自の捜査を展開していく。
犯人に対しては動機を明らかにすることを第一とする。事件を解決しても、警察手帳以外の装備品（拳銃・警棒・手錠）は持って出ないため犯人には「手錠を持っていない」「ここからは一人で行けるね?」と言ってはいつも出頭させる。
刑事から内勤へ異動したのは自身の闘病を隠していた妻・滝子の心労を減らすためだったが、滝子は既に他界している。警官であるゆえにいじめには人一倍厳しく、娘のはるかが加害者になってしまった時は叱責に加え殴打も食らわしていた。
清美という下の名前から、女性に間違えられることもある。
池永佳子（いけなが よしこ）
演 - 田中美里
交通課。階級は巡査部長。
清美の妹。はるかの叔母にあたる。アラサーの独身。
事件へ首を突っ込む清美に呆れつつ、結局は行動を共にする。
清美とは酒を飲みかわすこともあり、酒癖は良くない。はるかとは基本は仲良しながら、勝手に物を使われたなどで喧嘩したりすることもある。
近藤時男（こんどう ときお）
演 - 本田博太郎
警務課長。階級は警部。
清美の刑事時代の上司で、刑事のイロハを叩き込んだ張本人でもある。清美の昇進で立場が逆転。清美の隣席にて目付の如く振る舞うが、刑事としての清美には一目置いており、清美が府警本部の捜査第一課長となる事を願い、そのための登竜門である副署長職を大過なくこなしてもらうための振る舞いである。清美が捜査に出ることは苦々しくも黙認していて、いつも「長いトイレ」として処理する。S2第4話では起きた殺人が、かつて自身が担当したある事件の手口にそっくりである事を知って捜査に乗り出し、また当時の事件の犯人及びその母親と顔見知りである事もあって心配になり、初めて単独行動さえも起こした。
藤原あきら（ふじわら あきら）
演 - 萬田久子
署長。階級は警視正。
清美が副署長になるのと同時に就任した。検挙率向上による治安維持を重視する立場にあり、野沢同様に清美とは意見が合わない。自ら事件現場に出張り、初動捜査の指揮を執ることが多いが、清美が勝手に捜査をすることは疎ましく思い禁止しているが、全く守られていない。しかし次第に清美の捜査を信用し始めるようになる。検挙率を重視する余り性急に事件を解決する傾向にあるらしく、よく清美と意見が対立する。彼女の住む署長官舎と清美の住む副署長官舎は隣接しているため清美とは「お隣さん」でもある。息子と喧嘩した時は清美に色々と話すなど、少しずつ清美に心を開きつつある様子。

#### 刑事課
平松純平（ひらまつ じゅんぺい）
演 - 宇梶剛士
階級は巡査部長。
ベテランだが、手柄とは縁がなく万年ヒラ状態なため、野沢や藤原からはコンビを組んでいる上田共々お荷物扱いをされている。清美とはウマが合い、よく捜査情報を教えており、清美の話で何かに勘づいたり、急いで捜査に行くこともある。
上田聡（うえた さとし）
演 - 鈴木一真（S1 - S2）
平松とコンビを組む。佳子に気がある。要領が悪く、ミスが多いため、野沢や藤原からは平松共々お荷物扱いをされている。平松と共に清美とはウマが合うため、捜査情報を教えているが、あるヘマで捜査を外された際は清美に怒りを向けた事もあった（ただし、最後には和解している）。
宮下岳（みやした たけし）
演 - 鈴木裕樹（S3）
新人刑事。平松とコンビを組む。最近の若者らしく現実的な考えなので刑事の古典的な捜査ゆえの効率の悪さに反感を持っていたが、平松や清美のおかげで考えを改めた。時折事件の情報を知るが毎回他の刑事に言われてしまう。
梶原勇
演 - 大月秀幸
刑事。
花村一彦
演 - 坂本卓也
刑事。
野沢健作（のざわ けんさく）
演 - 石丸謙二郎
刑事課長。階級は警部。
迅速な犯人逮捕を第一とする他、刑事課の領分への口出しを嫌うため、清美とはたびたび対立する。また、他の刑事たちは基本信頼しているが、平松や上田だけは全く期待しておらず、むしろお荷物扱いをしている。上司の藤原が清美の捜査に基づいた捜査を口にした際は流石にびっくりしていた。

#### 他の関係者
池端実
演 - いわすとおる
管理係。
林哲夫
演 - 林健太郎
警務係。
市川奈津美
演 - 大音奈々（S1 - S2）

田中一
演 - 児玉貴志（S1第4話 / S2第1話・第3話）
留置場係官。

### 京都府警察本部
黛賢一郎
演 - 宅麻伸（S3第1話・最終話）
捜査一課長。

### 警察関係者の家族
池永はるか（いけなが はるか）
演 - 永井杏
池永清美と滝子の娘。思春期で父親に反発するが、内心は父親の心情を理解している。拓海とは知り合ってすぐ仲良くなる。
S2第1話では学校でいじめの加害者となったとして、父から叱責・殴打される。
藤原拓海（ふじわら たくみ）
演 - 春山幹介（S1 - S2 / S3第9話）
藤原あきらの息子。はるかと仲良くなる。あきらと清美双方の立場、意見を理解するだけの器量があるが、母のあきらの過干渉な部分にキレたりもする。
池永滝子
演 - 那須佐代子（S1第2話 / S2第1話 / S3最終話）
池永清美の妻ではるかの母。故人。
野沢弥生
演 - 井上夏葉（S3第4話）
野沢健作の妻。現在別居中。

### その他
鈴木豊（すずき ゆたか）
演 - 酒井敏也
バー「追憶」のマスター。
島英明（しま ひであき）
演 - 的場浩司
雑誌「週刊タイム」記者。有能だが、黒い噂が絶えない。警察自体には余り良い感情はもっていない様な振る舞いをしており、記事になりそうな事件がある度に清美に近づいては情報を提供したり逆に情報を持って行って記事にしようとする（一応記者としての節度は保っている）。

### ゲスト

#### season1（2007年）
第1話「河原町から消えた女…殺意を呼ぶ熱い氷」
- 加賀みどり（スナック勤務） - 床嶋佳子
- 清水堺のおばちゃん - 三島ゆり子
- 君塚貴（京都バス 運転手） - 日野陽仁
- 白井真知子 - 大方斐紗子
- 坂崎伸一（窯元従業員） - 辻村綾二

第2話「京都東山、赤い殺人傘の謎!? 熟年離婚の罠！」
- 大内比佐子（よしみ食堂 店員） - 丘みつ子
- 辻康則 - 綿引勝彦
- 柏木静江 - 正司歌江
- 橘場（よしみ食堂 店主） - 丸岡奨詞
- 蔵元光雄（無職・比佐子の元夫） - 峰蘭太郎
- 宇都宮良次（蔵元の後輩） - 入江毅

第3話「京鴨川に浮ぶ死美人の秘密!!」
- 御子柴かほる（カリスマ主婦） - 未來貴子
- 御子柴徹（かほるの夫・医師） - 篠塚勝
- 大橋悦子（主婦） - 橘ゆかり
- 大橋由紀夫（悦子の夫・タクシードライバー） - 加藤満
- 御子柴直樹（御子柴とかほるの息子） - 堺翔太
- 大橋翔（大橋と悦子の息子） - 大内飛河

第4話「京都、八坂の五重塔が見た殺人アリバイ」
- 横山忠（前科者） - 大和田伸也
- 神田政子（神田の母） - 工藤明子
- 横山真由美（横山の娘・故人） - 新村あゆみ
- 神田治彦（塗装工） - 奧深山新
- 下澤（前科者） - 小峰隆司
- 北山融（歯科医） - 浅田祐二

第5話「VS疑惑の女弁護士!! 死体なき殺人の謎!!」
- 藤島真理（都総合法律事務所の弁護士） - あめくみちこ
- 根本シゲ（失踪者） - 楠本光子
- 辻本義幸（ルポライター） - 蟷螂襲
- シンポジウム主催者 - 林摩理子
- 浜田（公証人） - 藤沢徹衛

第6話「京都殺人バスツアー…三年坂伝説の罠!!」
- 千代丘あおい（明星観光バスのバスガイド） - 国分佐智子（小学生：吉田みゆ）
- 千代丘雅也（あおいの兄・京朋自動車のタクシードライバー） - 布川敏和
- 細川常之（無職） - 梅野泰靖

第7話「河原町署最大の危機…襲われた女署長!!」
- 稲本祐二（近畿予備校 元講師） - 西村和彦
- 牧圭子（会社員） - 仁藤優子
- 小池隆子（ブティック経営者） - 植松真美
- 工藤洋次（美容院「fils」の見習い） - 萬雅之
- 高井典子（近畿予備校 校長） - 一谷真由美
- 武田春樹（近畿予備校 講師） - 柴田善行
- 坂田由美（カプセルホテル「アメニティー」オーナー） - まつむら眞弓

最終話「誘拐犯が消えた…副署長、追放の危機!!」
- 白井恭一 - 潮哲也
- 藁谷哲夫 - 大石吾朗
- 白井穂奈美（恭一の娘・祇園女子大学 学生） - 井村空美
- 藁谷努（哲夫と市子の息子・祇園女子大学 学生） - 小野寺拓海
- 藁谷市子（哲夫の妻） - 大原真理子

#### season2（2008年）
第1話「なぜ、コンビニ立てこもり犯の手にしていた包丁には、店内の誰も刺していないのに血痕が付着していたのか？」
- 福来信高（インターナショナル警備保障 警備課長・元警察官） - 竜雷太
- 福来俊輔（福来の息子） - 風間俊介
- 福来幸子 - 前川恵美子
- 竹内友則（自動車メーカー「ダイナスモータース」専務） - 河西健司
- 吉田（コンビニ店長） - 鈴木正幸
- 立花ゆかり（コンビニ店員） - 山口佳奈子
- 田村（「ダイナスモータース」秘書） - 浅田祐二

第2話「なぜ、人気漫画家は、殺された叔父の遺骨をタクシーの中に置き忘れたのか!?」
- 赤沢真美子（漫画家） - 有森也実
- 香苗（真美子の助手） - 久保田磨希
- 木村夏彦（タクシードライバー） - 藤岡太郎
- 赤沢洋平（真美子の叔父・不動産会社社長） - 峰蘭太郎
- 北島久美子（真美子の助手） - 山口小夜
- 滝元（赤沢の秘書） - 川鶴晃裕

第3話「なぜ、殺された人気コラムニスト胃袋からは長ネギと九条ネギの2種類が発見されたのか!?」
- 岸辺みのり（デイリー京都新聞社の編集者） - 雛形あきこ
- 寺本真理子（寺本の妻・スナック「対馬」ママ） - 北原佐和子
- 寺本正吾（寺本ファーム 経営者） - 新藤栄作
- 恩田利樹（コラムニスト） - 工藤俊作
- ラーメン店「らんたん」主人 - 芝本正

第4話「なぜ、あの近藤警務課長が制服を脱ぎ捨てて河原町署から飛び出していったのか？」
- 藤代弘道（ラーメン店「珍遊」店員・元弁当屋） - 長江健次
- 北畑翔（大学院生） - 黒田勇樹
- 小川菜々美（小川の娘・「珍遊」店員） - クノ真季子
- 小川高志（珍遊の主人） - 井上高志
- 藤代美也子（弘道の母・八百屋店員） - 服部妙子
- 坂口伸夫（不動産会社経営・故人） - 高尾一生
- 国中昭夫（商事会社社員） - 吉田輝生

第5話「ストーカーを殺した女は、なぜ1万6800円もする安眠枕を通販で五つも買ったのか？」
- 堀内加代子（クリーニング工場「KANEYOSHI」従業員） - 沢田亜矢子
- 岡村昌志（桜の父・故人） - 並樹史朗
- 三塚桜（テレビショッピングの司会者） - 浅川稚広（少女期：大出菜々子）
- 日吉亨（カメラマン） - 真田幹也

第6話「なぜ、漂着死体が発見された前日、喫茶店『ビーベリー』のコーヒーカップは温まっていなかったのか？」
- 尾崎義男（喫茶店「ピーベリー」マスター） - 田村亮
- 尾崎美加（義男の娘・故人） - 内田もも香
- 高村恭一（水回りの修理工） - 辻村綾二

第7話「偽装問題で揺れる大手スーパーの重役は、なぜ、真夏の熱帯夜に凍死したのか？」
- 田村理香子（コンパニオン） - 星野真里
- 海老沢健一（マルキヨストア 社長） - 大橋吾郎
- 三宅（料亭主人） - 坂俊一
- 仁科秀夫（マルキヨストア 生産管理部長） - 渡辺寛二
- 検視官 - 笹木俊志

第8話「なぜ、面影寺の跡取り息子が、佐渡神社の石階段の下で死んでいたのか？」
- 古賀ゆたか（デジタルビューロー 社長） - 根本りつ子
- 黒川道念（面影寺住職） - 河原さぶ
- 駿河勝己（梅閣寺住職） - 石山輝夫
- 駿河瑞江（勝己の妻） - 志水季里子
- 駿河義勝（勝己と瑞江の息子） - 大沼遼平
- 黒川久美子（道念の妻） - 土屋美穂子
- 黒川裕之（道念と久美子の息子） - 川上英四郎
- 白井滋郎

第9話「ひき逃げ事件を目撃した学童擁護員は、なぜ嘘の証言をしたのか？」
- 小西千香子（学童擁護員） - 赤座美代子
- 菊間貞雄（青年ユニオン「若葉ネットワーク」代表） - 甲本雅裕
- 大杉昇一郎（昼は自動車工場勤務で夜は道路工事） - 浜田学
- 大杉慶太（昇一郎の息子） - 武井証
- 橋口要之助（京都府議会議員） - 唐沢民賢
- 土屋詩織（クラブ「夕顔」ママ） - ひがし由貴
- 鳴沢俊司（「若葉ネットワーク」スタッフ） - 山本道俊
- 今泉達志（「若葉ネットワーク」事務局長） - 金子栄章

最終話「ネットカフェの防犯カメラに映った女は、なぜ、香水の残り香とホットケーキを個室の中に残して消えたのか？」
- 藤澤文子（藤澤書店 店主） - 冨士眞奈美
- 吉野高志（ヴェルベット 専務） - 石田登星
- 久保田留美（ヴェルベット 秘書） - 江口ナオ
- 森田和彦（前科者） - 清郷流号
- 木村雪乃（ヴェルベット 元清掃係・前科者） - 豊川栄順
- 中道陽一（前科者） - 若林久弥
- 坪井隼（ヴェルベット 社長） - 西村匡生

#### season3（2009年）
第1話「河原町署の屋上を訪れた京都府警本部長は、なぜスーツ姿のまま射殺されてしまったのか？」
- 滝沢徹（京都府河原町警察署 元刑事） - 森本レオ
- 杉原由美子（杉原の妹） - 今村恵子
- 比留間礼（京都府警察本部長） - 山本紀彦
- 落合信二 - 坂西良太
- 南篤弘（智子の兄・南呉服店 経営者） - 吉岡扶敏
- 船戸（京都府警捜査一課 刑事） - 飯田裕久
- 杉原洋一（服役囚） - 石母田史朗
- 南智子（元女子高生・故人） - 渡辺万也
- 戸渡（京都府警捜査一課 刑事） - 西村匡生

第2話「『牛の爪』と呼ばれた男のナップザックは、なぜ逃走時と逮捕後で重さが違っていたのか？」
- 河合健児（前科者） - 下條アトム
- 安藤妙子（味処「かざ花」店主） - 愛華みれ

第3話「その朝、覚醒した副署長の視界は、なぜ上下が逆さまになっていたのか？」
- 村園律子（偽名「二之宮エリカ」） - 大村彩子
- 仙崎公彦 - 河合龍之介
- ラーメン屋「太郎」店長 - 福本清三
- 辻智和（オリエントテクノロジー 社員） - 伊庭剛

第4話「ピアノを弾く女からかかってきた電話の着信音は、なぜ指名手配中の逃亡犯の耳に聴こえなかったのか？」
- 吉崎仁美（桜ケ丘小学校 音楽教師） - 寺田千穂
- 新名ひろ子（美容室「WIZARD」店長） - 比企理恵
- 梅野昭典（指名手配犯） - 伊藤洋三郎
- 仲田辰夫（兵庫県警捜査一課 刑事） - 松永博史
- 越坂里子（奈月の母） - 大原真理子
- 越坂奈月（クラブグレースのキャバクラ嬢） - 柳下季里

第5話「教会の鐘の音を聞いた有名女優は、なぜ突然タクシーから飛び出し、投身自殺をしたのか？」
- 新川瞳（新川メンタルラボの催眠カウンセラー） - 芦川よしみ
- 大野千香（メイク係） - 柊瑠美
- 黒木義男（加織のマネージャー） - 嶋崎伸夫
- 監督 - 峰蘭太郎
- 結城加織（女優） - 神保美喜

第6話「身代金を3つのバイオリンケースに入れさせた誘拐犯は、なぜ誘拐した子供にタコヤキを食べさせたのか？」
- 佐藤修平（便利屋） - 蟹江一平
- 成田脩治（建設現場作業員） - 深水三章
- 佐藤明彦（修平の父・SATO貿易 社長） - 藤田宗久
- 八木沼仁 - 冨家規政
- 八木沼彩子（八木沼の妻） - 松岡由美
- 喜多川（京都府警捜査一課特殊班 刑事） - 中根徹
- 篠田祐介（大阪府警本部捜査一課 警視） - 伊藤正之
- 塚原秀樹（建設現場作業員） - 山内としお

第7話「巨額の不正経理に暗躍する男たちの親指には、なぜ同じ場所にテーピングがされていたのか？」
- 山田三郎（ホテル勤務） - 相島一之
- 高岡敬一郎（元京都府副知事） - 小沢象
- 工藤俊一（ケイシン電機 元社長） - 清水宏
- 木村（高岡の私設秘書） - 石川栄二
- 金谷（京都府庁職員） - 松永吉訓
- 松山和彦（京都府庁産業振興課 職員） - 矢部義章
- 黒田（高岡の私設秘書） - 宇野嘉高
- 山田妙子（山田の妻） - 一木美貴子

第8話「名前のない『杉木立』の男が、橋から転落死する前に俳句に遺した『罪』とは何か？」
- 富樫雄介（警備員・元刑事） - 若林豪
- 矢田昇一（ホームレス） - 隆大介
- 矢田美代子（昇一の妻） - 田中綾子
- 矢田春子（矢田と美代子の娘） - 東亜優（幼少期：植田紗帆）
- 筑紫圭吾（京都府北山警察署 刑事課長） - 蟷螂襲
- 山田純平（京都府北山警察署 刑事） - 藤岡太郎
- 柴本正弘（デジタルテックシステムズ 元社員・故人） - 浅田祐二

第9話「火傷のある男は、なぜ河原町署の拳銃保管庫に藤原署長の息子を人質にとって立て篭もったのか？」
- 中村幸一（地域課の巡査部長） - 天宮良
- 石橋厚一郎（元暴力団員） - 山崎裕太
- 中村初子（中村の妻） - 舟木幸
- 度会（京都府警察 刑事） - 飯田裕久
- 影山（京都府警本部 管理官） - 五森大輔
- 水口勉（大日本新聞社会部 記者） - 筒井巧（Last file にも出演）
- 中村加代（中村と初子の娘） - 中山心

最終話「14年ぶりに帰ってきた殺人者は、なぜ自分の指紋が付いた婚約指輪を新聞社に送りつけてきたのか？」
- 苅部誠（前科者・14年前の事件の犯人） - 金山一彦
- 沢孝俊（料理屋店主・14年前に殺された沢恵の父親） - でんでん
- 阿久津治夫（美奈子の婚約者） - 赤羽秀之
- 法規原保（苅部の職場の同僚） - 岩原明生
- 藤倉美奈子（現在の事件の被害者） - 竹中里美

## スタッフ
- 脚本 - 塩田千種、岩下悠子、櫻井武晴、福田卓郎、真部千晶、吉本昌弘
- 音楽 - 小六禮次郎
- 監督 - 石川一郎、猪原達三、森本浩史、藤岡浩二郎
- 主題歌
  - S1 - 川嶋あい「君に・・・・・」（ソニー・ミュージックエンタテインメント）[5]
  - S2 - 川嶋あい「カケラ」（ソニー・ミュージックエンタテインメント）[6]
  - S3 - 藤澤ノリマサ「Domani〜明日をつかまえて〜」（ドリーミュージック）[7]
- チーフプロデューサー - 井圡隆（テレビ朝日）
- プロデューサー - 井上千尋（テレビ朝日）、目黒正之、島田薫（東映）
- 製作 - テレビ朝日、東映

## 放送日程

### season1
- 2007年4月26日 - 6月14日、全8話。

| 各話                                                           | 放送日         | サブタイトル                              | 脚本     | 演出       | 視聴率 |
| -------------------------------------------------------------- | -------------- | ----------------------------------------- | -------- | ---------- | ------ |
| File.1                                                         | 2007年 4月26日 | 河原町から消えた女…殺意を呼ぶ熱い氷       | 塩田千種 | 石川一郎   | 12.4%  |
| File.2                                                         | 5月03日        | 京都東山、赤い殺人傘の謎!? 熟年離婚の罠！ | 岩下悠子 | 石川一郎   | 12.2%  |
| File.3                                                         | 5月10日        | 京鴨川に浮ぶ死美人の秘密!!                | 櫻井武晴 | 猪原達三   | 13.8%  |
| File.4                                                         | 5月17日        | 京都、八坂の五重塔が見た殺人アリバイ      | 塩田千種 | 猪原達三   | 13.1%  |
| File.5                                                         | 5月24日        | VS疑惑の女弁護士!! 死体なき殺人の謎!!     | 福田卓郎 | 森本浩史   | 13.1%  |
| File.6                                                         | 5月31日        | 京都殺人バスツアー…三年坂伝説の罠!!       | 岩下悠子 | 森本浩史   | 12.7%  |
| File.7                                                         | 6月07日        | 河原町署最大の危機…襲われた女署長!!       | 塩田千種 | 藤岡浩二郎 | 16.4%  |
| File.8                                                         | 6月14日        | 誘拐犯が消えた…副署長、追放の危機!!       | 櫻井武晴 | 藤岡浩二郎 | 14.1%  |
| 平均視聴率 13.5%（視聴率はビデオリサーチ調べ、関東地区・世帯） |                |                                           |          |            |        |

### season2
- 2008年7月3日 - 9月4日、全10話。
- File.1は20時00分から21時54分の1時間54分SP。

| 各話                                                           | 放送日         | サブタイトル                                                                                          | 脚本     | 演出       | 視聴率 |
| -------------------------------------------------------------- | -------------- | --- | -------- | ---------- | ------ |
| File.1                                                         | 2008年 7月03日 | なぜ、コンビニ立てこもり犯の手にしていた包丁には、 店内の誰も刺していないのに血痕が付着していたのか？ | 塩田千種 | 猪原達三   | 12.4%  |
| File.2                                                         | 7月10日        | なぜ、人気漫画家は、殺された叔父の遺骨をタクシーの中に置き忘れたのか!?                                | 塩田千種 | 石川一郎   | 11.6%  |
| File.3                                                         | 7月17日        | なぜ、殺された人気コラムニスト胃袋からは 長ネギと九条ネギの2種類が発見されたのか!?                    | 岩下悠子 | 石川一郎   | 11.6%  |
| File.4                                                         | 7月24日        | なぜ、あの近藤警務課長が制服を脱ぎ捨てて河原町署から飛び出していったのか？                            | 塩田千種 | 藤岡浩二郎 | 10.9%  |
| File.5                                                         | 7月31日        | ストーカーを殺した女は、なぜ1万6800円もする安眠枕を通販で五つも買ったのか？                           | 真部千晶 | 藤岡浩二郎 | 12.8%  |
| File.6                                                         | 8月07日        | なぜ、漂着死体が発見された前日、 喫茶店『ビーベリー』のコーヒーカップは温まっていなかったのか？       | 福田卓郎 | 石川一郎   | 12.6%  |
| File.7                                                         | 8月14日        | 偽装問題で揺れる大手スーパーの重役は、なぜ、真夏の熱帯夜に凍死したのか？                              | 岩下悠子 | 藤岡浩二郎 | 13.0%  |
| File.8                                                         | 8月21日        | なぜ、面影寺の跡取り息子が、佐渡神社の石階段の下で死んでいたのか？                                    | 櫻井武晴 | 猪原達三   | 08.7%  |
| File.9                                                         | 8月28日        | ひき逃げ事件を目撃した学童擁護員は、なぜ嘘の証言をしたのか？                                          | 岩下悠子 | 石川一郎   | 12.2%  |
| File.10                                                        | 9月04日        | ネットカフェの防犯カメラに映った女は、 なぜ、香水の残り香とホットケーキを個室の中に残して消えたのか？ | 塩田千種 | 猪原達三   | 11.9%  |
| 平均視聴率 11.8%（視聴率はビデオリサーチ調べ、関東地区・世帯） |                | |          |            |        |

### season3
- 2009年10月15日 - 12月17日、全10話。
- File.1は20時00分から21時48分の1時間48分SP。

| 各話                                                           | 放送日          | サブタイトル                                                                                     | 脚本     | 演出       | 視聴率 |
| -------------------------------------------------------------- | --------------- | ------------------------------------------------------------------------------------------------ | -------- | ---------- | ------ |
| File.1                                                         | 2009年 10月15日 | 河原町署の屋上を訪れた京都府警本部長は、 なぜスーツ姿のまま射殺されてしまったのか？              | 櫻井武晴 | 猪原達三   | 12.7%  |
| File.2                                                         | 10月22日        | 『牛の爪』と呼ばれた男のナップザックは、 なぜ逃走時と逮捕後で重さが違っていたのか？              | 塩田千種 | 石川一郎   | 10.0%  |
| File.3                                                         | 10月29日        | その朝、覚醒した副署長の視界は、なぜ上下が逆さまになっていたのか？                               | 岩下悠子 | 石川一郎   | 10.0%  |
| File.4                                                         | 11月05日        | ピアノを弾く女からかかってきた電話の着信音は、 なぜ指名手配中の逃亡犯の耳に聴こえなかったのか？  | 吉本昌弘 | 藤岡浩二郎 | 08.1%  |
| File.5                                                         | 11月12日        | 教会の鐘の音を聞いた有名女優は、 なぜ突然タクシーから飛び出し、投身自殺をしたのか？              | 福田卓郎 | 藤岡浩二郎 | 10.4%  |
| File.6                                                         | 11月19日        | 身代金を3つのバイオリンケースに入れさせた誘拐犯は、 なぜ誘拐した子供にタコヤキを食べさせたのか？ | 真部千晶 | 猪原達三   | 10.3%  |
| File.7                                                         | 11月26日        | 巨額の不正経理に暗躍する男たちの親指には、 なぜ同じ場所にテーピングがされていたのか？            | 塩田千種 | 猪原達三   | 12.2%  |
| File.8                                                         | 12月03日        | 名前のない『杉木立』の男が、橋から転落死する前に俳句に遺した『罪』とは何か？                     | 岩下悠子 | 石川一郎   | 12.2%  |
| File.9                                                         | 12月10日        | 火傷のある男は、 なぜ河原町署の拳銃保管庫に藤原署長の息子を人質にとって立て篭もったのか？        | 吉本昌弘 | 石川一郎   | 11.7%  |
| Last file                                                      | 12月17日        | 14年ぶりに帰ってきた殺人者は、 なぜ自分の指紋が付いた婚約指輪を新聞社に送りつけてきたのか？      | 櫻井武晴 | 藤岡浩二郎 | 11.5%  |
| 平均視聴率 11.1%（視聴率はビデオリサーチ調べ、関東地区・世帯） |                 |                                                                                                  |          |            |        |

## サウンドトラック
- 「その男、副署長」オリジナルサウンドトラック 2008年8月27日発売[8]
  - 主題歌の川嶋あいと同じく「つばさレコード」からの発売。木曜ミステリーシリーズのサントラ商品化は『女刑事みずき〜京都洛西署物語〜』につづき2作目。